# Fontanès-de-Sault
Fontanès-de-Sault es una localidad y comuna francesa, situada en el departamento del Aude en la región de Languedoc-Rosellón.
Su población legal ha sido muy baja desde la segunda mitad del siglo XX, el censo de 1999 registró solo cuatro habitantes empadronados.
A sus habitantes se les conoce en idioma francés por el gentilicio Fontanans.

## Demografía
| 0 | 7 | 8 | 20 | 6 | 4 |
| Para los censos de 1962 a 1999 la población legal corresponde a la población sin duplicidades (Fuente: INSEE [Consultar]) |   |   |    |   |   |

(Población sans doubles comptes según la metodología del INSEE).